# Daniel Cole
Daniel Cole (1983) é um escritor britânico best-seller do Sunday Times, com livros nos gêneros de mistério, suspense e policial.. Seus livros foram publicados em 30 países.

## Biografia
Daniel Cole já trabalhou como paramédico, foi oficial da Real Sociedade Protetora dos Animais e membro da Guarda Costeira Real. Ele vive em Bournemouth, na Inglaterra.
Ragdoll (Boneco de pano), é seu primeiro livro, escrito originalmente como piloto para uma série de TV, e nos primeiros dias após o lançamento no Reino Unido e na Holanda, já foi direto para as principais listas de mais vendidos.

### Série Fawkes e Baxter
- Ragdoll (2017) no Brasil: Boneco de Pano (Arqueiro, 2017) em Portugal: Boneca de Trapos (Suma de Letras, 2018)
- Hangman (2018) Marionete (Arqueiro, 2019) O Carrasco (Suma de Letras, 2019)
- Endgame (2019) Fim de Jogo (Arqueiro, 2022) Jogo Final (Suma de Letras, 2022)

### Outro
- Mimic (2021)

## Adaptações
- Ragdoll (2023) série televisiva baseada em livro de mesmo nome.[4]